# Käpälyssaari
Käpälyssaari är en ö i Finland.   Den ligger i kommunen Nurmes i den ekonomiska regionen  Pielinen-Karelen  och landskapet Norra Karelen, i den centrala delen av landet, 400 km nordost om huvudstaden Helsingfors.